# Gabersdorf
Gabersdorf là một đô thị thuộc huyện Leibnitz trong bang Steiermark, nước Áo. Đô thị Gabersdorf có diện tích 19,81 km², dân số cuối năm 2005 là 274 người.